# Aeroport de Sumbe
L'aeroport de Sumbe (codi IATA: NDD, codi OACI: FNSU) és un aeroport que serveix Sumbe a la província de Kwanza-Sud a Angola.
La balisa no direccional de Sumbe (Ident: SU) es troba al camp.